# Mistrzostwa Europy w lekkoatletyce
Mistrzostwa Europy w lekkoatletyce – międzynarodowe zawody lekkoatletyczne organizowane przez European Athletics począwszy od 1934 r., w których uczestniczą zawodnicy reprezentujący państwa zrzeszone w tej organizacji. Pierwotnie imprezę przeprowadzano co 4 lata (z wyjątkiem przełomu lat 60. i 70. XX wieku), jednak na mocy decyzji z kwietnia 2007 r., od 2010 r. lekkoatletyczne mistrzostwa Europy rozgrywane są co 2 lata. W programie ME rozgrywanych w roku igrzysk olimpijskich nie ma biegu maratońskiego.

## Historia
W 1926 r. ówczesny prezes Węgierskiego Związku Lekkiej Atletyki – Szilard Stankovits, na posiedzeniu Rady Międzynarodowej Federacji Amatorskiej Lekkoatletyki (IAAF), zaproponował powołanie do życia mistrzostw Europy. Sześć lat później, na Kongresie IAAF w 1932 r., Węgier przedstawił swój projekt i przeprowadził zmiany statutu IAAF, dzięki czemu przy tej organizacji utworzono Komisję Europejską IAAF. 24 września 1933 w Berlinie, zaakceptowano regulamin mistrzostw i przyznano organizację ich pierwszej edycji Turynowi we Włoszech. W premierowych mistrzostwach wystąpili wyłącznie mężczyźni. Cztery lata później pierwszy raz zorganizowano mistrzostwa dla kobiet (w Wiedniu – mężczyźni rywalizowali w Paryżu), dopiero po II wojnie światowej na mistrzostwach w 1946 w Oslo wspólnie wystartowali mężczyźni i kobiety.
W 1969 r. w Warszawie oddano do użytku pierwszy w Europie Środkowo-Wschodniej stadion z bieżnią o nawierzchni tartanowej – obiekt stołecznej Skry. W związku z tym planowano zgłosić kandydaturę stolicy Polski do organizacji mistrzostw Europy w 1971 r., jednak ostatecznie zawody te odbyły się w Helsinkach.
W 2007 r. Kongres European Athletics podjął decyzję o organizacji od 2010 r. mistrzostw w interwale dwuletnim, lecz pomysł rozgrywania mistrzostw Europy w roku olimpijskim od początku był krytykowany przez zawodników.

## Edycje

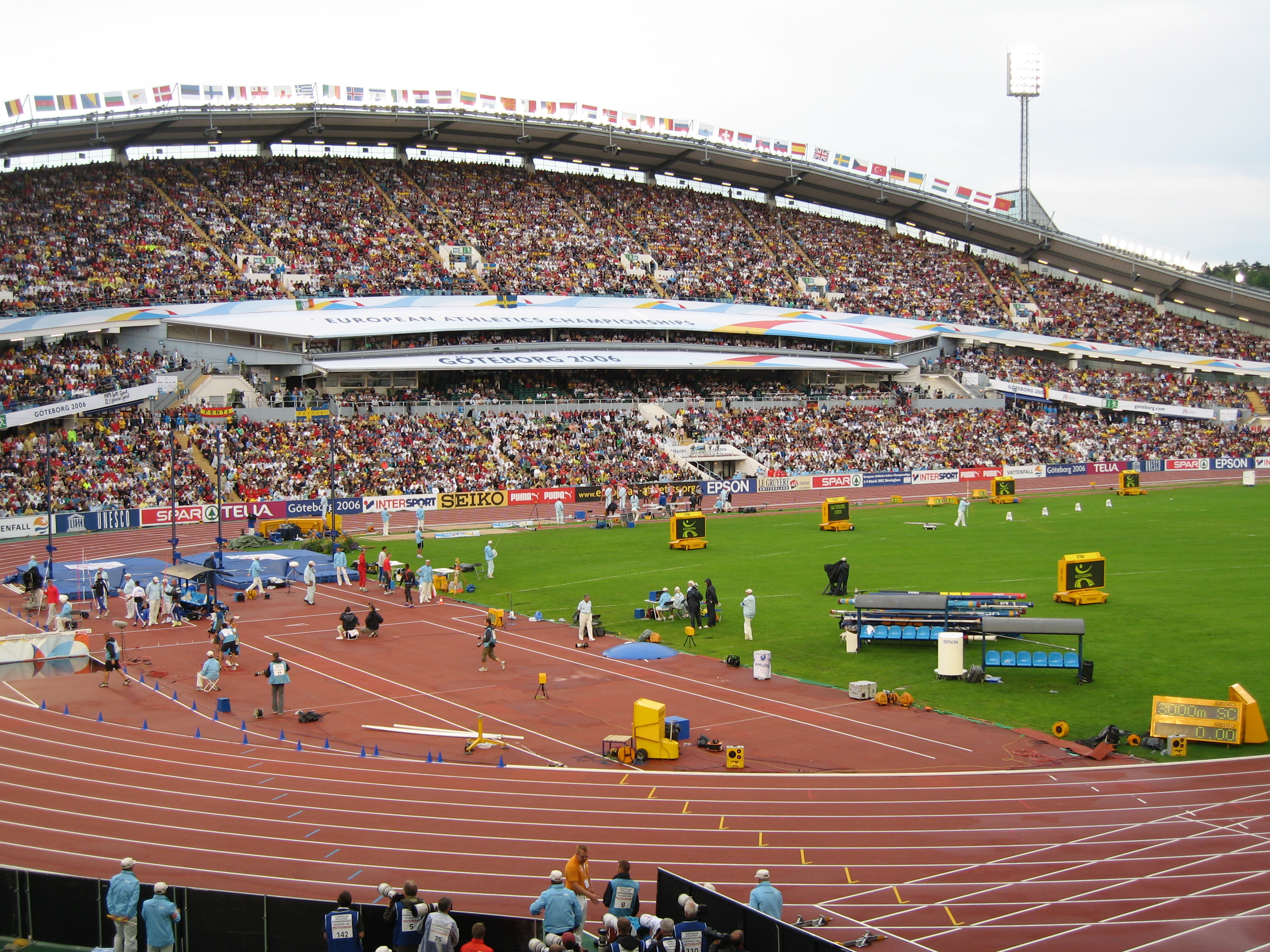
Mistrzostwa Europy w 2006

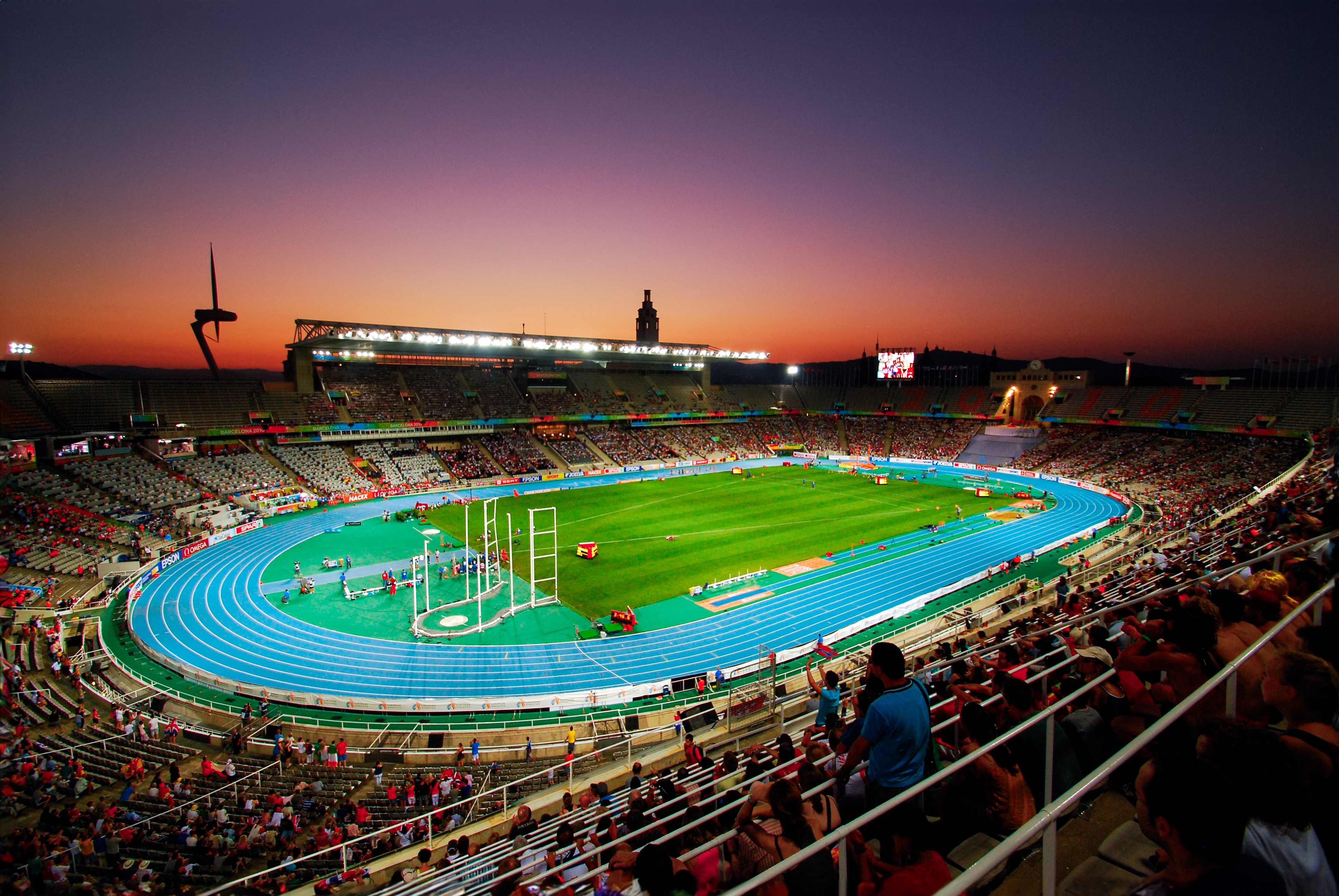
Stadion w Barcelonie podczas mistrzostw w 2010 roku

| Edycja | Gospodarz    | Data                        | Stadion                                      | Liczba konkurencji | Najlepsza drużyna | Źródła        |
| ------ | ------------ | --------------------------- | -------------------------------------------- | ------------------ | ----------------- | ------------- |
| 1934   | Turyn        | 7–9 września                | Stadio Mussolini                             | 22                 | Niemcy            |               |
| 1938   | Paryż Wiedeń | 3–5 września 17–18 września | Stade olympique Yves-du-Manoir Praterstadion | 23 9               | Niemcy            |               |
| 1946   | Oslo         | 23–25 sierpnia              | Stadion Bislett                              | 33                 | Szwecja           |               |
| 1950   | Bruksela     | 23–27 sierpnia              | Stadion Króla Baudouina I                    | 34                 | Wielka Brytania   |               |
| 1954   | Berno        | 25–29 sierpnia              | Stadion Neufeld                              | 25                 | ZSRR              |               |
| 1958   | Sztokholm    | 19–24 sierpnia              | Stockholms stadion                           | 36                 | ZSRR              |               |
| 1962   | Belgrad      | 12–16 września              | Stadion Armii Jugosłowiańskiej               | 36                 | ZSRR              |               |
| 1966   | Budapeszt    | 30 sierpnia–4 września      | Népstadion                                   | 36                 | NRD               |               |
| 1969   | Ateny        | 16–21 września              | Stadion im. Jeorjosa Karaiskakisa            | 38                 | NRD               |               |
| 1971   | Helsinki     | 10–15 sierpnia              | Stadion Olimpijski                           | 38                 | NRD               |               |
| 1974   | Rzym         | 1–8 września                | Stadio Olimpico                              | 39                 | NRD               |               |
| 1978   | Praga        | 29 sierpnia–3 września      | Stadion Evžena Rošickiego                    | 40                 | ZSRR              |               |
| 1982   | Ateny        | 6–12 września               | Stadion Olimpijski                           | 41                 | NRD               |               |
| 1986   | Stuttgart    | 26–31 sierpnia              | Neckarstadion                                | 43                 | ZSRR              |               |
| 1990   | Split        | 27 sierpnia–1 września      | Poljud                                       | 43                 | NRD               |               |
| 1994   | Helsinki     | 9–14 sierpnia               | Stadion Olimpijski                           | 44                 | Rosja             |               |
| 1998   | Budapeszt    | 18–23 sierpnia              | Népstadion                                   | 46                 | Wielka Brytania   |               |
| 2002   | Monachium    | 6–11 sierpnia               | Olympiastadion München                       | 46                 | Rosja             | [ 10 ]        |
| 2006   | Göteborg     | 7–13 sierpnia               | Ullevi                                       | 47                 | Rosja             | [ 11 ]        |
| 2010   | Barcelona    | 27 lipca–1 sierpnia         | Estadi Olímpic Lluís Companys                | 47                 | Francja           | [ 12 ]        |
| 2012   | Helsinki     | 27 czerwca–1 lipca          | Stadion Olimpijski                           | 42                 | Niemcy            | [ 5 ]         |
| 2014   | Zurych       | 12–17 sierpnia              | Letzigrund Stadion                           | 47                 | Wielka Brytania   | [ 13 ] [ 14 ] |
| 2016   | Amsterdam    | 6–10 lipca                  | Stadion Olimpijski                           | 44                 | Polska            | [ 15 ]        |
| 2018   | Berlin       | 7–12 sierpnia               | Stadion Olimpijski                           | 48                 | Wielka Brytania   | [ 16 ]        |
| 2020   | Paryż        | 26–30 sierpnia              | Stade Sébastien Charléty                     | odwołane           | odwołane          | [ 17 ] [ 18 ] |
| 2022   | Monachium    | 11–21 sierpnia              | Olympiastadion München                       | 48                 | Niemcy            | [ 19 ]        |
| 2024   | Rzym         | 7–12 czerwca                | Stadio Olimpico                              | 48                 | Włochy            | [ 20 ]        |
| 2026   | Birmingham   | 10–16 sierpnia              | Alexander Stadium                            |                    |                   | [ 21 ]        |
| 2028   | Chorzów      | 21–27 sierpnia              | Stadion Śląski                               |                    |                   | [ 22 ]        |